# Szubienica w Kłodzku

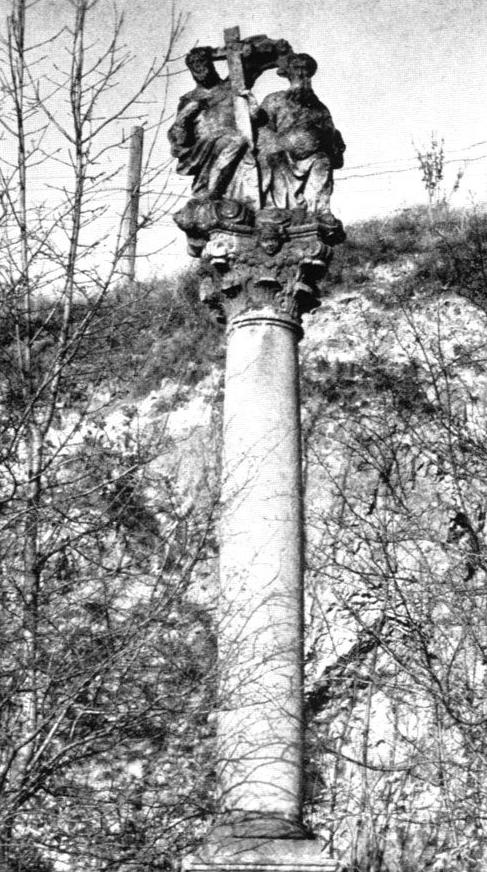
Kolumna Trójcy Świętej na Szubienicznej, stanowiąca jeden z elementów szubienicy kłodzkiej (stan z lat 30. XX wieku)

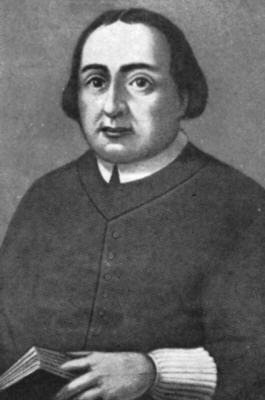
Andreas Faulhaber, najsłynniejsza osoba stracona na szubienicy

Szubienica w Kłodzku – nieistniejąca dziś szubienica, położona niegdyś na szczycie Szubienicznej we Wzgórzach Rogówki.

## Lokalizacja
Szubienica znajdowała się we wschodniej części Kłodzka przy wyjeździe z historycznego Przedmieścia Wygon, wzdłuż drogi wiodącej do Złotego Stoku (obecnie ulica Adama Mickiewicza), na szczycie Szubienicznej (412 m n.p.m.).

## Opis
Kłodzka szubienica miejska zaliczała się do szubienic typu studniowego. Jej cylindryczna konstrukcja była wykonana z kamienia i nie posiadała wejścia do wewnątrz. Nieznana jest liczba filarów służących do podpierania belek, do których przytwierdzano stryczki. Szubienica miała według opisów 3 m wysokości i 5 m średnicy.

## Historia
Szubienica powstała na początku XVI wieku jako miejsce straceń dla przestępców skazanych przez sąd w Kłodzku. Została ona umieszczona na szczycie Szubienicznej w znacznym oddaleniu od ówczesnego miasta. Osoba prowadzona na śmierć mogła na chwilę przed egzekucją – w samotności lub z żegnającymi ją osobami – pomodlić się przed istniejącą do dziś kapliczką słupkową pod wezwaniem Trójcy Świętej. Szubienica została zlikwidowana w 1907 roku.

## Ciekawostki
Spośród osób straconych na opisanej szubienicy znajdował się jezuita Andreas Faulhaber, stracony 30 grudnia 1757 roku, na podstawie zeznań dwóch żołnierzy, którym rzekomo miał pomagać w dezercji.
Pozostałe szubienice w Kłodzku znajdowały się na rynku (do XVI wieku) i za murami obronnymi w rejonie dzisiejszego boiska szkolnego Gimnazjum nr 1 im. Adama Mickiewicza (do 1910/1911 roku).